# HLR 92
De HLR 92 is een reeks van locomotoren van de NMBS voor de rangeerdienst. Deze reeks is ontstaan nadat de NMBS reeds 40 dieselmotoren had besteld voor evenzoveel nieuw te bestellen motorrijtuigen. De bestelling van deze motorrijtuigen vond echter geen doorgang. Van de 40 dieselmotoren werden 15 exemplaren gebruikt voor de dieseltreinstellen reeks 40. De resterende 25 motoren werden gebruikt in de locomotoren HLR 92. In 1960 werden deze locomotoren met de nummers 232.001-232.025 afgeleverd. In 1971 werden ze vernummerd in 9201-9225. In het begin van de jaren 1970 werden de locomotoren overgedragen aan de Dienst Baan, die de locomotoren nog tot begin jaren negentig gebruikte.

## Bewaard
Twee exemplaren zijn bewaard gebleven. De 9206 is bij de ingang van de Centrale Werkplaats te Salzinnes geplaatst en de 9209 is in de collectie van het Toerisme en Spoor Patrimonium te Saint-Ghislain opgenomen.